# Касиди
Касиди (на английски: Cassidey) е американска порнографска актриса.

## Биография
Родена е на 24 декември 1980 г. в град Денвър, щата Колорадо, САЩ.
Дебютира като актриса в порнографската индустрия, изпълнявайки лесбийска сцена с Дейтън Рейнс във видео на компанията „Хъслър“. През 2000 г. подписва договор с „Вивид Ентъртейнмънт“ и става едно от момичетата на тази компания. В средата на 2000-те се отказа от бизнеса за възрастни, но се връща през 2006 г., правейки поредица от филми с „Вивид“, преди да продължи да снима за повече хардкор компании като „Ийвъл Ейнджъл“, „Брейзърс“ и „Зироу Толеранс Ентъртейнмънт“. В края на 2007 г. подписва кратък договор с „Нин Уъркс“, по време на който се появява във филма „Четирите“.
Участва с водеща роля в музикалния видеоклип от 2000 г. на песента „Sad Eyes“ на Енрике Иглесиас, режисиран от Дейвид Лашапел. Във видеото Касиди прави любовна сцена с Иглесиас, включваща и голи кадри на двамата във вана, пълна с вода.

## Награди
- 2017: AVN зала на славата.[3]